# اندرو شینمن
اندرو شینمن (انگلیسی: Andrew Scheinman) یک تهیه‌کننده، تهیه‌کننده تلویزیونی، کارگردان، و فیلم‌نامه‌نویس اهل ایالات متحده آمریکا است.
او جایزه امی ساعات پربیننده را برای تهیه‌کنندگی مجموعه تلویزیونی ساینفلد (۱۹۹۳) از آنِ خود کرد و برای تهیه‌کنندگیِ فیلم چند مرد خوب (۱۹۹۲) نامزد دریافت جایزهٔ اسکار شد.